# Oria (Olaszország)
Oria város (közigazgatásilag comune) Olaszország Puglia régiójában, Brindisi megyében.

## Fekvése
Brindisi és Taranto között félúton, a Salento területén fekszik.

## Története
Az ókorban a messzápok egyik legfontosabb települése volt. Jinkal illetve Hyrium néven volt ismert.  Hérodotosz szerint a települést krétai telepesek alapították, miután sikertelenül ostromolták meg Camicus városát. I. e. 217 és 84 között saját pénzverési joga volt. Az érméken gyakran Japagust, a japigok nemzeti hősét ábrázolták. A városon áthaladt a Via Appia.

## Főbb látnivalói
- városkapuk: Porta di Lecce, Porta degli Ebrei
- Palazzo Martini - 18. századi nemesi palota
- Torre Palomba - kör alaprajzú torony, az egykori messzáp település fennmaradt emléke
- a 18. századi barokk stílusban épült katedrális
- San Francesco di Paola-templom
- San Domenico-templom
- Castello - a város középkori erődítménye, melyet a 11. században kezdtek építeni, a következő századok során többször is kibővítették